# Стрижавська селищна територіальна громада
Стрижавська селищна територіальна громада — територіальна громада в Україні, у Вінницькому районі Вінницької області. Адміністративний центр — смт Стрижавка.
Площа громади — 241,1 км², населення — 22 350 мешканці (2021).

## Населені пункти
У складі громади 2 селища (Славне, Стрижавка) та 11 сіл:
- селище

- Бруслинівка
- Дорожнє
- Лаврівка
- Медвідка
- Мізяківські Хутори
- Пеньківка
- Переорки
- Підлісне
- Сосонка
- Супрунів
- Тютюнники

## Символіка
Символіка селища і громади затверджена 19 липня 2021 року рішенням №3  18 сесії селищної ради. 
Автор проєктів — А. Гречило.
Герб Стрижавки і Стрижавської територіальної громади: у червоному полі золота зубчаста стіна з рустованою брамою, в якій зачинені срібні ворота, над стіною праворуч — срібна стріла вістрям вгору з горизонтальною перемичкою та роздвоєною основою, ліворуч — срібний лапчастий хрест із накладеним щитком, у синьому полі якого срібний півмісяць, ріжками ліворуч.
Прапор Стрижавки та Стрижавської  ТГ: це квадратне полотнище,  розділене горизонтально посередині зубчастим діленням на верхню червону та нижню жовту смуги, на червоній смузі — біла стріла вістрям вгору з горизонтальною перемичкою та роздвоєною основою, біля неї — білий лапчастий хрест із накладеним щитком, у синьому полі якого білий півмісяць, повернутий ріжками до вільного краю.

## Розташування
Розташована у центральній частині Вінницької області, на відстані 10 км від міста Вінниці, 260 км від міста Київ, 127 км від кордону з Республікою Молдова. Відстань до найближчого міжнародного аеропорту Гавришівка складає 16 км, а до міжнародного аеропорту Бориспіль — 285 км.
По території Стрижавської територіальній громаді проходить автомобільна дорога міжнародного значення М21, яка частково збігається із єврошляхом Е583. Стрижавська територіальна громада має постійне транспортне сполучення з обласним центром (м. Вінниця). Дорожня інфраструктура громади налічує понад 300 км доріг з асфальтобетонним покриттям, дороги з твердим покриттям та ґрунтові.
У безпосередній близькості від смт Стрижавка розташовані руїни ставки Гітлера — Вервольф. Неподалік селища в лісі під час Другої світової війни Гітлер облаштував ставку «Вервольф» («перевертень», «вовкулака»), яка призначалася для керування військовими діями на Східному фронті, а також подальшими бойовими діями у напрямку Ірану та Індії. У грудні 1943 р. було прийнято рішення про знищення об'єкту. В березні 1944 р, напередодні німецького відступу, ставку висадили у повітря. Вхід у внутрішні приміщення ставки залишається заблокованим.
В селі Медвідка знаходиться церква Святої мучениці Параскеви П'ятниці, яка збудована у 1679 році та вціліла з часів Другої світової війни. До XVII століття на місці Храму була козацька капличка.
Між селами Мізяківські Хутори та Переорки на площі 11,85 га знаходяться скіфські кургани, орієнтовно І-ІІІ століття нашої ери.
На північний схід від Стрижавки розташований БугоДеснянський заказник. У заказнику водяться сарна європейська, кабан дикий, куниця лісова, лисиця звичайна, бобри річкові, видри, черепахи болотяні, колонія сірої чаплі. Ботанічний заказник місцевого значення «Стрижавські орхідеї», розташований у смт Стрижавка, заплаві лівого берега річки Південний Буг. Тут росте рідкісний в області вид орхідей — пальчатокорінник м'ясочервоний.

## Галерея

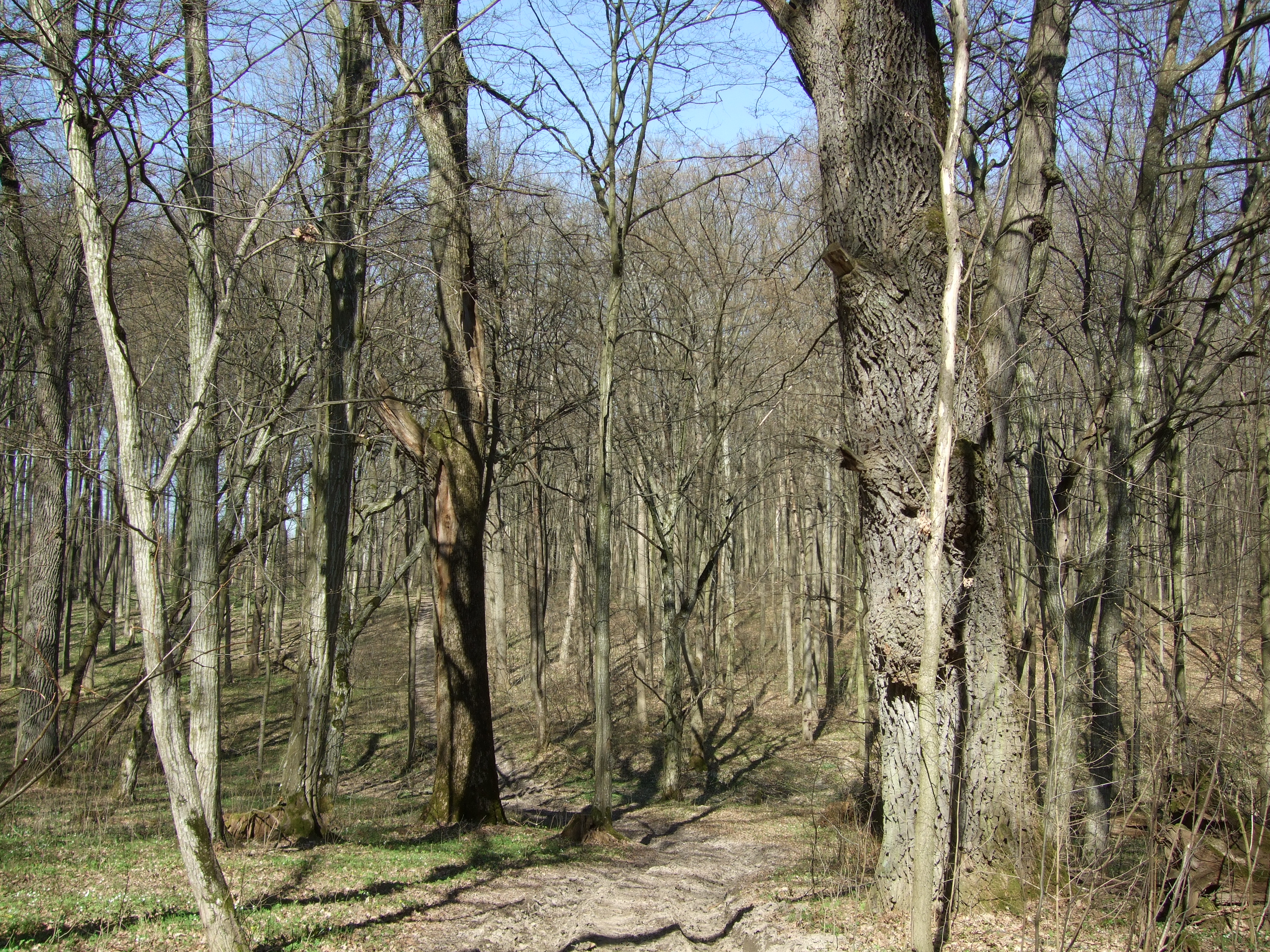
П'ятничанський ботанічний заказник
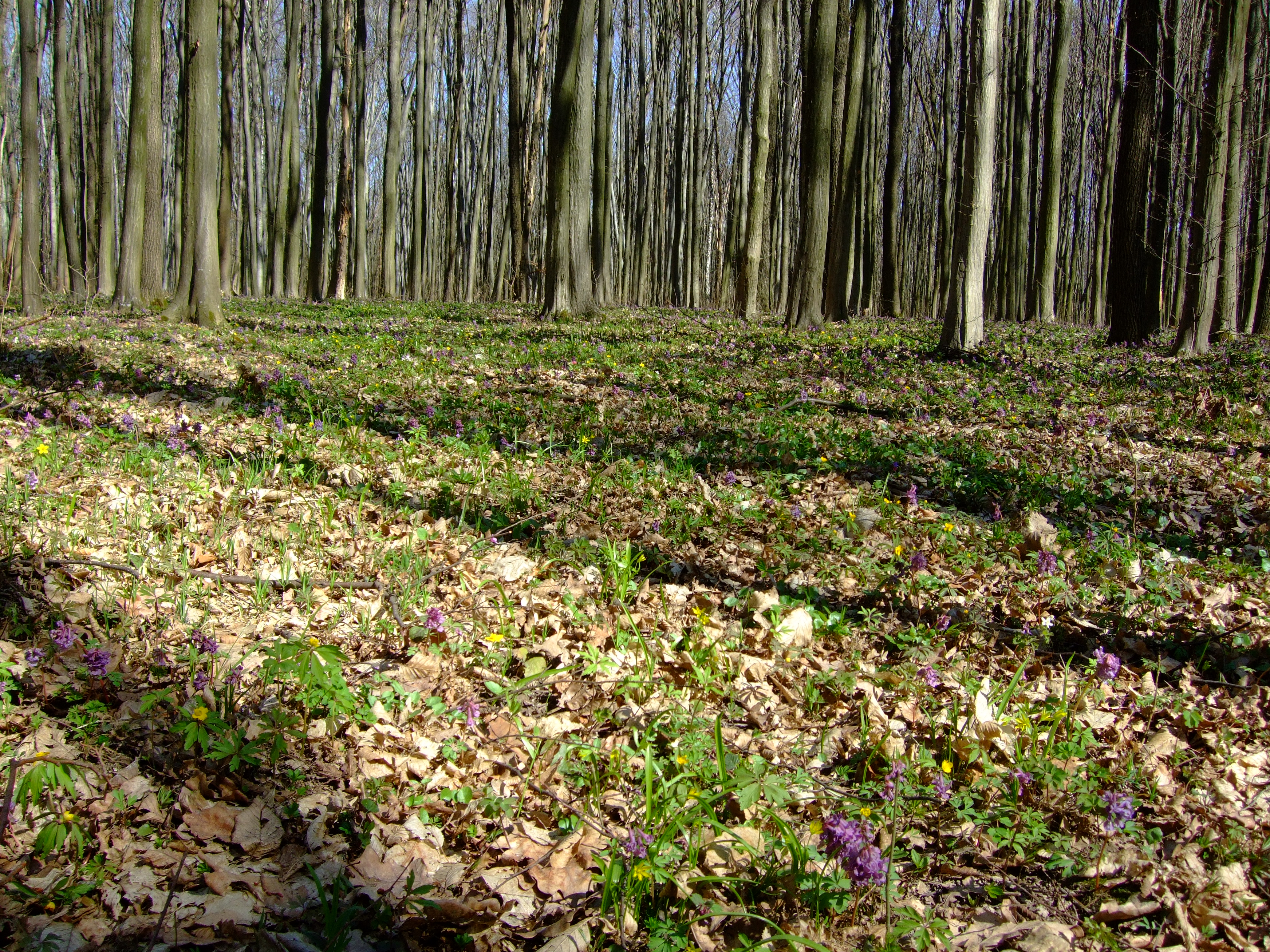
П'ятничанське заповідне урочище